# Средний Сайдыс
Средний Сайдыс — село в Майминском муниципальном районе Республики Алтай России. Входит в состав Кызыл-Озёкского сельского поселения.

## География
Село расположено в северо-западной части Республики Алтай и находится на правом берегу реки реке Сайдыс, к юго-востоку от Горно-Алтайска.

## История
До 1983 года сёла Средний Сайдыс и Верх-Сайдыс входили в Бирюлинский сельсовет, после переданы в Кызыл-Озёкскский сельсовет.
В 1995 году Кызыл-Озёкскский сельсовет был преобразован в сельскую администрацию. 13 января 2005 года в результате муниципальной реформы сельская администрация была преобразована в Бирюлинское сельское поселение.

## Население
| 2008 | 2009 | 2010 | 2011 | 2012 | 2013 | 2014 |
| ---- | ---- | ---- | ---- | ---- | ---- | ---- |
| 246  | ↗269 | ↘194 | →194 | ↗198 | ↗201 | ↘197 |
| 2015 | 2016 |      |      |      |      |      |
| →197 | ↗203 |      |      |      |      |      |

## Инфраструктура
Общеобразовательная школа.

## Транспорт
Просёлочные дороги.